# Schwellenwert (Elektronik)
Als Schwellenwert (engl. threshold) bezeichnet man in der Signal- und Bildverarbeitung einen Wert, der als Grenze für die Verarbeitung eines Signales verwendet wird:
- bei Unterschreitung des Schwellenwertes wird der Eingabewert auf einen Ausgabewert Null abgebildet;
- bei Überschreiten des Schwellenwertes wird der Eingabewert auf einen konstanten Ausgabewert abgebildet (meist auf 1).

Dadurch wird eine Umwandlung des Signales in Binärwerte erreicht (Binarisierung), wie beispielsweise bei Analog-Digital-Umsetzern. Entsprechende Schaltungen heißen Komparator.
Der Begriff ist derselbe, egal ob das Signal elektrotechnisch analog dargestellt ist oder schon als digital codiertes Datensignal (wie die Graustufencodierung eines digital übermittelten Bildes, das einen Wertebereich darstellt).
Beispielsweise kann mittels einer Schwellenwertoperation versucht werden, in einem Bild eine dunkle Strichzeichnung von ihrem hellen Hintergrund zu trennen; als Grundlage dient dabei der Helligkeitswert der einzelnen Bildpunkte. Bei Morsezeichen genügt die Prüfung, ob der Ton eine gewisse Mindestlautstärke überschreitet.
Mathematisch lässt sich die Anwendung eines Schwellenwertes definieren als Heaviside-Funktion von einem Eingangssignal f auf ein Ausgangssignal h mit einem Schwellenwert θ.